# Gare de Finger
La gare de Finger (en anglais : Finger railway station) est une gare ferroviaire de  la ligne du Pas à Churchill du Chemin de fer de la Baie d'Hudson. Elle est située à Finger, zone non organisée de la division 21, dans la région du Nord de la province du Manitoba au Canada. 
Gare, de type « poteau indicateur », desservie à la demande par le Train Winnipeg - Churchill de Via Rail Canada.

## Service des voyageurs

### Accueil
De type « poteau indicateur », sans personnel, la gare de Finger est située à Finger au Manitoba.

### Desserte
La gare est desservie par le Train Winnipeg - Churchill de Via Rail Canada.